# 1. Frauenfußballclub Turbine Potsdam 71 2019-2020
Questa voce raccoglie le informazioni riguardanti la sezione di calcio femminile del 1. Frauenfußballclub Turbine Potsdam 71 nelle competizioni ufficiali della stagione 2019-2020.

## Maglie e sponsor
Lo sponsor principale è Allgemeine Ortskrankenkasse (AOK).
|  | Casa | Trasferta |

## Rosa
Rosa, ruoli e numeri di maglia come da sito ufficiale, aggiornata all'8 marzo 2020.
| N. |                      | Ruolo | Calciatrice            |
| -- | -------------------- | ----- | ---------------------- |
| 1  | Slovenia (bandiera)  | P     | Zala Meršnik           |
| 2  | Slovenia (bandiera)  | D     | Sara Agrež             |
| 3  | Germania (bandiera)  | D     | Caroline Siems         |
| 4  | Germania (bandiera)  | D     | Johanna Elsig          |
| 7  | Germania (bandiera)  | C     | Anna Gasper            |
| 8  | Polonia (bandiera)   | C     | Małgorzata Mesjasz     |
| 9  | Slovenia (bandiera)  | C     | Adrijana Mori          |
| 10 | Danimarca (bandiera) | C     | Karoline Smidt Nielsen |
| 13 | Germania (bandiera)  | C     | Rieke Dieckmann        |
| 15 | Austria (bandiera)   | C     | Marie-Therese Höbinger |
| 16 | Germania (bandiera)  | C     | Luca Maria Graf        |
| 17 | Germania (bandiera)  | A     | Viktoria Schwalm       |

| N. |                      | Ruolo | Calciatrice       |
| -- | -------------------- | ----- | ----------------- |
| 18 | Germania (bandiera)  | C     | Gina Chmielinski  |
| 19 | Germania (bandiera)  | D     | Lara Schmidt      |
| 20 | Germania (bandiera)  | D     | Bianca Schmidt    |
| 21 | Germania (bandiera)  | C     | Anna Gerhardt     |
| 22 | Germania (bandiera)  | C     | Nina Ehegötz      |
| 23 | Rep. Ceca (bandiera) | C     | Klára Cahynová    |
| 24 | Slovenia (bandiera)  | A     | Lara Prašnikar    |
| 25 | Svizzera (bandiera)  | D     | Rahel Kiwic       |
| 27 | Austria (bandiera)   | C     | Sarah Zadrazil    |
| 30 | Germania (bandiera)  | P     | Vanessa Fischer   |
| 31 | Germania (bandiera)  | P     | Jamie Gerstenberg |
| 38 | Germania (bandiera)  | A     | Laura Lindner     |

## Calciomercato

### Sessione estiva
| Acquisti | Acquisti          | Acquisti           | Acquisti |
| R.       | Nome              | da                 | Modalità |
| -------- | ----------------- | ------------------ | -------- |
| P        | Jamie Gerstenberg | Turbine Potsdam II |          |
| P        | Zala Meršnik      | Pomurje            |          |
| D        | Sara Agrež        | Pomurje            |          |
| D        | Lara Schmidt      | Jena               |          |
| C        | Anna Gerhardt     | Bayern Monaco      |          |
| C        | Adrijana Mori     | Pomurje            |          |

| Cessioni | Cessioni        | Cessioni          | Cessioni |
| R.       | Nome            | a                 | Modalità |
| -------- | --------------- | ----------------- | -------- |
| P        | Lisa Schmitz    | Montpellier       |          |
| P        | Inga Schuldt    | Jena              |          |
| D        | Amanda Ilestedt | Bayern Monaco     |          |
| C        | Felicitas Rauch | Wolfsburg         |          |
| A        | Svenja Huth     | Wolfsburg         |          |
| A        | Melissa Kössler | UMass Minutewomen |          |
| A        | Lena Petermann  | Montpellier       |          |

## Risultati

### Frauen-Bundesliga

#### Girone di andata
| Arbitro: | Söder (Ingolstadt) |

|                                                 |           |                    |
| Feiersinger 6’ (aut.) Freigang 17’ Martinez 81’ | Marcatori | 14’, 50’ Prašnikar |

| Arbitro: | Derlin (Bad Schwartau) |

|                                                             |           |                                  |
| Prašnikar 14’, 37’ Mesjasz 38’ Ehegötz 40’ Schwalm 44’, 62’ | Marcatori | 21’ Chlastáková 31’ Tellenbröker |

| Arbitro: | Heimann (Gladbeck) |

|             |           |                       |
| Nietgen 21’ | Marcatori | 34’ Graf 89’ Weidauer |

| Arbitro: | Kunkel (Amburgo) |

|  |           |                                 |
|  | Marcatori | 3’ Gunnarsdóttir 76’, 90’ Pajor |

| Arbitro: | Heidenreich (Sereetz) |

|                         |           |  |
| Schüller 44’ Klasen 76’ | Marcatori |  |

| Arbitro: | Hussein (Bad Harzburg) |

|                                                  |           |                                                |
| Prašnikar 60’ Gasper 63’ (rig.), 83’ Ehegötz 80’ | Marcatori | 3’, 29’ (rig.), 90+2’ Knaak 7’ Bühl 69’ Wieder |

| Arbitro: | Westerhoff (Bochum) |

|                                                 |           |                  |
| Laudehr 25’ Dallmann 26’ Damnjanović 44’ (rig.) | Marcatori | 47’ (aut.) Simon |

| Arbitro: | Wildfeuer (Lubecca) |

|           |           |  |
| Agrež 25’ | Marcatori |  |

| Arbitro: | Michel (Gau-Odernheim) |

|  |           |                                                   |
|  | Marcatori | 6’ (aut.) van Bonn 31’, 47’ Ehegötz 78’ Prašnikar |

| Arbitro: | Schwermer (Rieder) |

|                            |           |           |
| Prašnikar 19’ Weidauer 73’ | Marcatori | 36’ Makas |

| Arbitro: | Diekmann (Dortmund) |

|                                     |           |               |
| Billa 14’, 32’, 59’ Hartig 72’, 76’ | Marcatori | 12’ Prašnikar |

#### Girone di ritorno
| Arbitro: | Heimann (Gladbeck) |

|                                       |           |                        |
| Schmidt 20’, 47’ Prašnikar 80’, 90+2’ | Marcatori | 23’, 27’, 57’ Freigang |

| Arbitro: | Heidenreich (Sereetz) |

|          |           |                                                     |
| Weiß 33’ | Marcatori | 23’, 80’ Gasper 37’, 64’, 68’ Prašnikar 48’ Schmidt |

| Arbitro: | Schwermer (Rieder) |

|                                                         |           |  |
| Prašnikar 13’ Siems 24’ Ehegötz 30’ Elsig 48’ Agrež 66’ | Marcatori |  |

| Arbitro: | Rafalski (Baunatal) |

|                                               |           |               |
| Pajor 1’, 87’ Harder 11’ Popp 14’ Jakabfi 80’ | Marcatori | 12’ Prašnikar |

| Arbitro: | Hussein (Bad Harzburg) |

|             |           |  |
| Mesjasz 73’ | Marcatori |  |

| Arbitro: | Derlin (Bad Schwartau) |

|                            |           |                       |
| Bühl 56’, 88’ Mégroz 90+1’ | Marcatori | 19’ Mesjasz 23’ Siems |

| Arbitro: | Kunkel (Amburgo) |

|             |           |                                                     |
| Ehegötz 64’ | Marcatori | 17’, 33’, 40’ Dallmann 23’ Damnjanović 75’ Islacker |

| Arbitro: | Diekmann (Dortmund) |

|            |           |                                                            |
| Zeller 54’ | Marcatori | 5’, 44’ Höbinger 28’ (rig.) Elsig 45’ Weidauer 47’ Mesjasz |

| Arbitro: | Heidenreich (Sereetz) |

|                              |           |              |
| Elsig 11’ (rig.) Mesjasz 14’ | Marcatori | 60’ Moorrees |

| Duisburg 21 giugno 2020, ore 15:00 CEST 21ª giornata | MSV Duisburg       | 0 – 0 referto | Turbine Potsdam | Schauinsland-Reisen-Arena (0 spett.)\| Arbitro: \| Heimann (Gladbeck) \| |
| Arbitro:                                             | Heimann (Gladbeck) |               |                 |                                                                          |

| Arbitro: | Derlin (Bad Schwartau) |

|                            |           |            |
| Chmielinski 1’ Lindner 80’ | Marcatori | 19’ Dongus |

### DFB-Pokal
| Arbitro: | Diekmann (Dortmund) |

|  |           |                                                                            |
|  | Marcatori | 8’ Schwalm 17’, 58’ Gasper 43’ Zadrazil 81’ Höbinger 85’ Ehegötz 89’ Kiwic |

| Arbitro: | Söder (Ingolstadt) |

|                        |           |                                       |
| Bühl 30’ Sanders 90+2’ | Marcatori | 45’ Ehegötz 46’ Gerhardt 84’ Zadrazil |

| Arbitro: | Weigelt (Lipsia) |

|              |           |                                        |
| Weidauer 38’ | Marcatori | 45’ Anyomi 45+1’ Schüller 51’ Hegering |

## Statistiche

### Statistiche di squadra
| Competizione         | Punti | In casa | In casa | In casa | In casa | In casa | In casa | In trasferta | In trasferta | In trasferta | In trasferta | In trasferta | In trasferta | Totale | Totale | Totale | Totale | Totale | Totale | DR  |
| Competizione         | Punti | G       | V       | N       | P       | Gf      | Gs      | G            | V            | N            | P            | Gf           | Gs           | G      | V      | N      | P      | Gf     | Gs     | DR  |
| -------------------- | ----- | ------- | ------- | ------- | ------- | ------- | ------- | ------------ | ------------ | ------------ | ------------ | ------------ | ------------ | ------ | ------ | ------ | ------ | ------ | ------ | --- |
| Frauen Bundesliga    | 37    | 11      | 8       | 0       | 3       | 28      | 21      | 11           | 4            | 1            | 6            | 24           | 24           | 22     | 12     | 1      | 9      | 52     | 45     | +7  |
| DFB-Pokal der Frauen | -     | 1       | 0       | 0       | 1       | 1       | 3       | 2            | 2            | 0            | 0            | 10           | 2            | 3      | 2      | 0      | 1      | 11     | 5      | +6  |
| Totale               | -     | 12      | 8       | 0       | 4       | 29      | 24      | 13           | 6            | 1            | 6            | 34           | 26           | 25     | 14     | 1      | 10     | 63     | 50     | +13 |

### Andamento in campionato
| Giornata  | 1 | 2 | 3 | 4 | 5 | 6 | 7 | 8 | 9 | 10 | 11 | 12 | 13 | 14 | 15 | 16 | 17 | 18 | 19 | 20 | 21 | 22 |
| --------- | - | - | - | - | - | - | - | - | - | -- | -- | -- | -- | -- | -- | -- | -- | -- | -- | -- | -- | -- |
| Luogo     | T | C | T | C | T | C | T | C | T | C  | T  | C  | T  | C  | T  | C  | T  | C  | T  | C  | T  | C  |
| Risultato | P | V | V | P | P | P | P | V | V | V  | P  | V  | V  | V  | P  | V  | P  | P  | V  | V  | N  | V  |
| Posizione | 7 | 4 | 3 | 5 | 7 | 8 | 8 | 8 | 7 | 6  | 7  | 5  | 5  | 5  | 5  | 5  | 6  | 6  | 5  | 4  | 4  | 4  |

Legenda:

Luogo: C = Casa; T = Trasferta. Risultato: V = Vittoria; N = Pareggio; P = Sconfitta.

### Statistiche delle giocatrici
| Giocatore        | Frauen-Bundesliga | Frauen-Bundesliga | Frauen-Bundesliga | Frauen-Bundesliga | DFB-Pokal der Frauen | DFB-Pokal der Frauen | DFB-Pokal der Frauen | DFB-Pokal der Frauen | Totale   | Totale | Totale      | Totale     |
| Giocatore        | Presenze          | Reti              | Ammonizioni       | Espulsioni        | Presenze             | Reti                 | Ammonizioni          | Espulsioni           | Presenze | Reti   | Ammonizioni | Espulsioni |
| ---------------- | ----------------- | ----------------- | ----------------- | ----------------- | -------------------- | -------------------- | -------------------- | -------------------- | -------- | ------ | ----------- | ---------- |
| S. Agrež         | 11                | 2                 | 2                 | 0                 | 1                    | 0                    | 1                    | 0                    | 12       | 2      | 3           | 0          |
| K. Cahynová      | 10                | 0                 | 1                 | 0                 | 2                    | 0                    | 1                    | 0                    | 12       | 0      | 2           | 0          |
| G. Chmielinski   | 21                | 1                 | 0                 | 0                 | 2                    | 0                    | 0                    | 0                    | 23       | 1      | 0           | 0          |
| R. Dieckmann     | 14                | 0                 | 1                 | 0                 | 1                    | 0                    | 0                    | 0                    | 15       | 0      | 1           | 0          |
| N. Ehegötz       | 21                | 6                 | 0                 | 0                 | 3                    | 2                    | 0                    | 0                    | 24       | 8      | 0           | 0          |
| J. Elsig         | 14                | 3                 | 4                 | 1                 | 2                    | 0                    | 0                    | 1                    | 16       | 3      | 4           | 2          |
| V. Fischer       | 14                | 0                 | 0                 | 0                 | 2                    | 0                    | 0                    | 0                    | 16       | 0      | 0           | 0          |
| A. Gasper        | 11                | 4                 | 1                 | 0                 | 2                    | 2                    | 0                    | 0                    | 13       | 6      | 1           | 0          |
| A. Gerhardt      | 13                | 0                 | 1                 | 0                 | 2                    | 1                    | 0                    | 0                    | 15       | 1      | 1           | 0          |
| J. Gerstenberg   | 1                 | 0                 | 0                 | 0                 | -                    | -                    | -                    | -                    | 1        | 0      | 0           | 0          |
| L.M. Graf        | 21                | 1                 | 4                 | 0                 | 3                    | 0                    | 0                    | 0                    | 24       | 1      | 4           | 0          |
| M-T. Höbinger    | 20                | 2                 | 2                 | 0                 | 3                    | 1                    | 0                    | 0                    | 23       | 3      | 2           | 0          |
| R. Kiwic         | 5                 | 0                 | 2                 | 0                 | 1                    | 1                    | 0                    | 0                    | 6        | 1      | 2           | 0          |
| L. Lindner       | 5                 | 1                 | 0                 | 0                 | -                    | -                    | -                    | -                    | 5        | 1      | 0           | 0          |
| A. Mori          | -                 | -                 | -                 | -                 | -                    | -                    | -                    | -                    | -        | -      | -           | -          |
| Z. Meršnik       | 7                 | -15               | 0                 | 0                 | 1                    | 0                    | 0                    | 0                    | 8        | -15    | 0           | 0          |
| M. Mesjasz       | 20                | 5                 | 1                 | 0                 | 3                    | 0                    | 0                    | 0                    | 23       | 5      | 1           | 0          |
| L. Prašnikar     | 16                | 15                | 1                 | 0                 | 2                    | 0                    | 0                    | 0                    | 18       | 15     | 1           | 0          |
| B. Schmidt       | 8                 | 3                 | 0                 | 0                 | 1                    | 0                    | 0                    | 0                    | 9        | 3      | 0           | 0          |
| L. Schmidt       | 4                 | 0                 | 0                 | 0                 | 1                    | 0                    | 0                    | 0                    | 5        | 0      | 0           | 0          |
| V. Schwalm       | 11                | 2                 | 1                 | 0                 | 2                    | 1                    | 1                    | 0                    | 13       | 3      | 2           | 0          |
| C. Siems         | 15                | 2                 | 1                 | 0                 | 2                    | 0                    | 0                    | 0                    | 17       | 2      | 1           | 0          |
| K. Smidt Nielsen | 2                 | 0                 | 0                 | 0                 | -                    | -                    | -                    | -                    | 2        | 0      | 0           | 0          |
| S. Zadrazil      | 22                | 0                 | 2                 | 0                 | 3                    | 2                    | 0                    | 0                    | 25       | 2      | 2           | 0          |